# Іполит (Хилько)
Єпископ Іполит (*10 травня 1955; Олексій Олексійович Хілько; Краматорськ, Сталінська область) — колишній єпископ УПЦ МП.

## Життєпис
Закінчив середня школу, а потім слов'янський будівельний технікум. Працював у Харкові та одночасно навчався у Харківському політехнічному інституті.
В 1979 році вступив у Троїце-Сергіївську духовна семінарію а згодом і Московську духовну академію. Захистив кандидатську дисертацію по літургіці та здобув ступінь кандидата богослов'я.
У 1984-1987 роках був послушником спочатку в Троїце-Сергієвої Лаври, потім у Свято-Даниловому монастирі міста Москви. У 1988 році рішенням Священного Синоду з благословення Святійшого Патріарха Пимена був направлений в Російську духовну місію в Єрусалимі. З 1989 року після повернення був благочинним Свято-Данилового монастиря, з січня 1990 року — намісником.

### Архієрейське служіння
14 липня 1992 року призначений бути єпископом Білоцерківським, вікарієм Київської єпархії. Хіротонізований 16 серпня того ж року.
З 25 серпня 1992 року — намісник Києво-Печерської лаври.
8 грудня 1992 призначений єпископом Донецьким і Слов'янським. З 1994 року після поділу Донецької єпархії на Донецьку і Горлівську іменувався єпископом Донецьким і Маріупольським.
30 березня 1996 року Священний Синод УПЦ (МП) виніс єп. Іполиту суворе попередження «за заборони у священнослужінні кліриків, відлученні від Св. Причастя мирян». Була призначена синодальна комісія на чолі з архієпископом Чернівецьким Онуфрієм (Березовським). 3 травня 1996 року єп. Іполит був заборонений в служінні терміном на три роки за переміщення кліриків — за даними Синоду, близько 200 переміщень (за даними єпархії - близько 20) при загальній кількості в 189 парафій.
З 30 березня 1999 року — єпископ Тульчинський і Брацлавський.
22 листопада 2006 року постановою Священного Синоду УПЦ (МП) був звільнений від управління Тульчинської та Брацлавської єпархії й призначений єпископом Хустським і Виноградівським.
Але Преосвященний єпископ Іполит (Хілько) продовжує відкрито виступати із закликами, які порушують мир та спокій у ввіреній йому єпархії та інших єпархіях УПЦ.
Неодноразово публічно і відкрито виступав проти від'єднання УПЦ (МП) від РПЦ і проти екуменізму і глобалізації. Рішеннями Священного Синоду УПЦ МП від 17. 04. 2003 р. (Журнал № 10) та від 18. 10. 2007 р. (журнал №87/1) єпископу Іполиту (Хілько) були направлені звернення єпископів щодо його діяльності в його єпархіях, яка "викликала смуту серед віруючих та духовенства".
Рішенням Священного Синоду УПЦ (МП) від 14 грудня 2007 "враховуючи чисельні скарги духовенства та віруючих" єпископ Іполит був відправлений на спокій (з перебуванням в Свято-Успенській Святогірській Лаврі Донецької єпархії) у віці 52 років за «деструктивну діяльність».
Архієрейський Собор УПЦ, який зібрався 21 грудня 2007 року, виніс проти нього постанову такого зразка: "Діяльність його визнана деструктивною і такою, що порушує каноічні основи Церкви, розкладає церковну дисципліну, вводить у спокусу народ Божий".
|                                 | Він не тільки тримався якихось дивних есхатологічних поглядів в дусі відомого в Росії єпископа Діоміда, а й намагався активно їх поширювати нецерковними методами. Зокрема, порушуючи всі мислимі канонічні норми, єпископ Іполит давав своє благословення «патріотично» і «антиекуменічно» налаштованим священикам на служіння Євхаристії в інших єпархіях. |
| — єпископ Олександр (Драбинко), | |

На засіданні синоду УПЦ (МП) 11 листопада 2008 року проти нього були заочно висунуто звинувачення в тому, що відеоматеріали і книги, які поширювали з його благословення, містять, зокрема, пропаганду «чину всенародного покаяння», вчення про спасе́нний характер смерті царя Миколи II, підтримку ідеї канонізації царя Івана Грозного та Григорія Распутіна, проповідь недовіри до церковної ієрархії, наклеп на Святійшого Патріарха Московського і всієї Русі Сергія (Страгородського), нагнітання паніки і страху в зв'язку з персональною та ідентифікацією громадян і новими документами, пропаганду помилкової есхатології, а Союз православних братств України (СПБУ) союзні йому організації «безвідповідально спонукають чад Церкви до сектантства і асоціальної поведінки».
22 листопада 2008 року єпископ Іполит покаявся перед зборами єпископів УПЦ (МП) і написав покаянного листа.